# Фегерсайм
Фегерсайм (фр. Fegersheim [fegəʁshaim или [fegəʁsaim) — коммуна на северо-востоке Франции в регионе Гранд-Эст (бывший Эльзас — Шампань — Арденны — Лотарингия), департамент Нижний Рейн, округ Страсбур, кантон Ленгольсайм. До марта 2015 года коммуна административно входила в состав упразднённого кантона Гайспольсайм (округ Страсбур-Кампань).

## Географическое положение
Коммуна расположена на расстоянии 400 км на восток от Парижа и в 12 км юго-западнее Страсбура.
Площадь коммуны — 6,25 км², население — 5104 человека (2006) с тенденцией к росту: 5440 человек (2013), плотность населения — 870,4 чел/км².

## Население
Население коммуны в 2011 году составляло 5449 человек, в 2012 году — 5443 человека, а в 2013-м — 5440 человек.
| 1962 | 1968 | 1975 | 1982 | 1990 | 1999 | 2006 | 2008 | 2011 | 2012 | 2013 |
| ---- | ---- | ---- | ---- | ---- | ---- | ---- | ---- | ---- | ---- | ---- |
| 2153 | 2350 | 2900 | 3646 | 3953 | 4533 | 5104 | 5243 | 5449 | 5443 | 5440 |

Динамика населения:

## Экономика
В 2010 году из 3520 человек трудоспособного возраста (от 15 до 64 лет) 2710 были экономически активными, 810 — неактивными (показатель активности 77,0 %, в 1999 году — 73,3 %). Из 2710 активных трудоспособных жителей работал 2541 человек (1327 мужчин и 1214 женщин), 169 числились безработными (77 мужчин и 92 женщины). Среди 810 трудоспособных неактивных граждан 308 были учениками либо студентами, 314 — пенсионерами, а ещё 188 — были неактивны в силу других причин.

## Достопримечательности (фотогалерея)

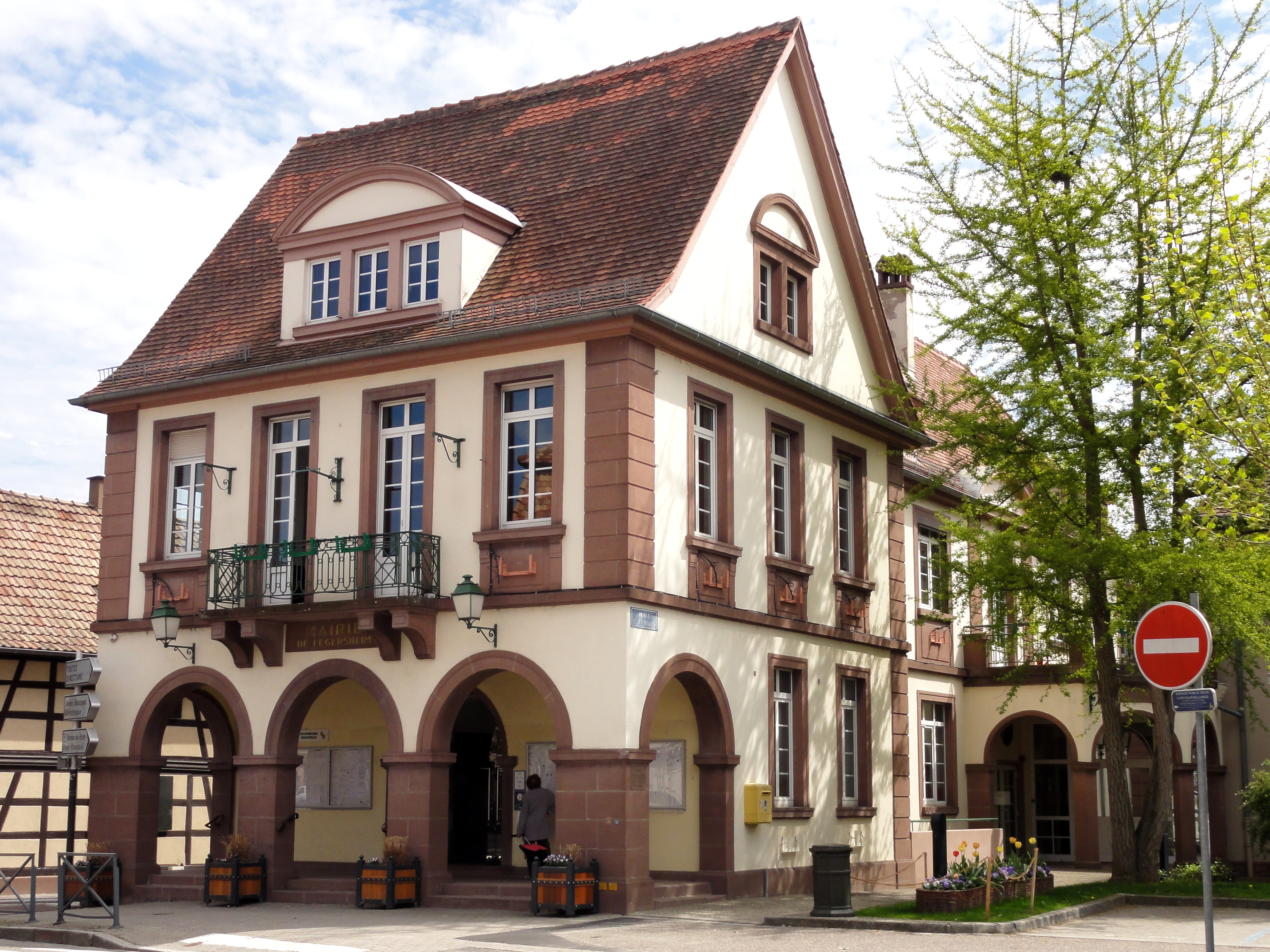
Здание мэрии
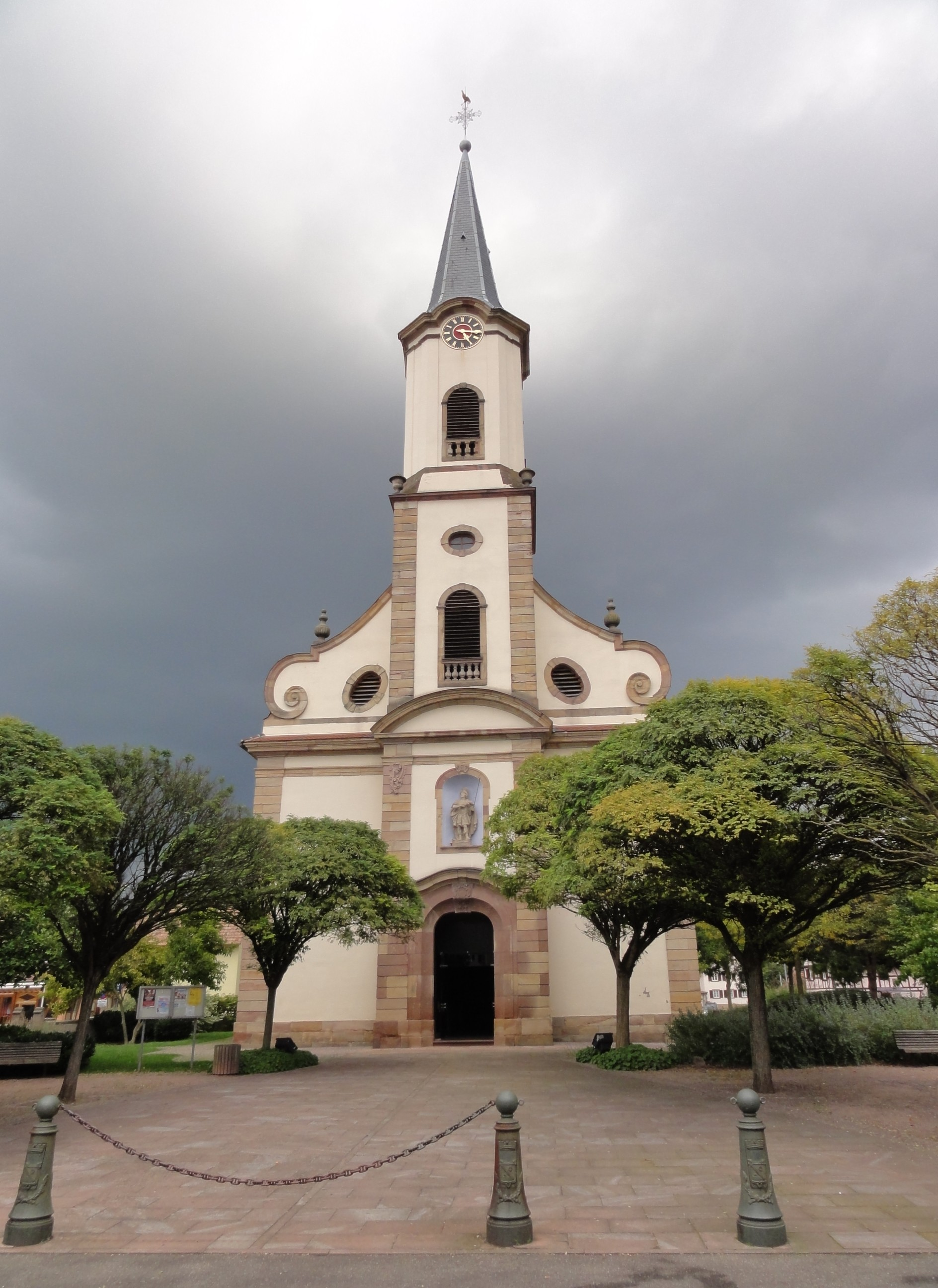
Церковь Сен-Мари
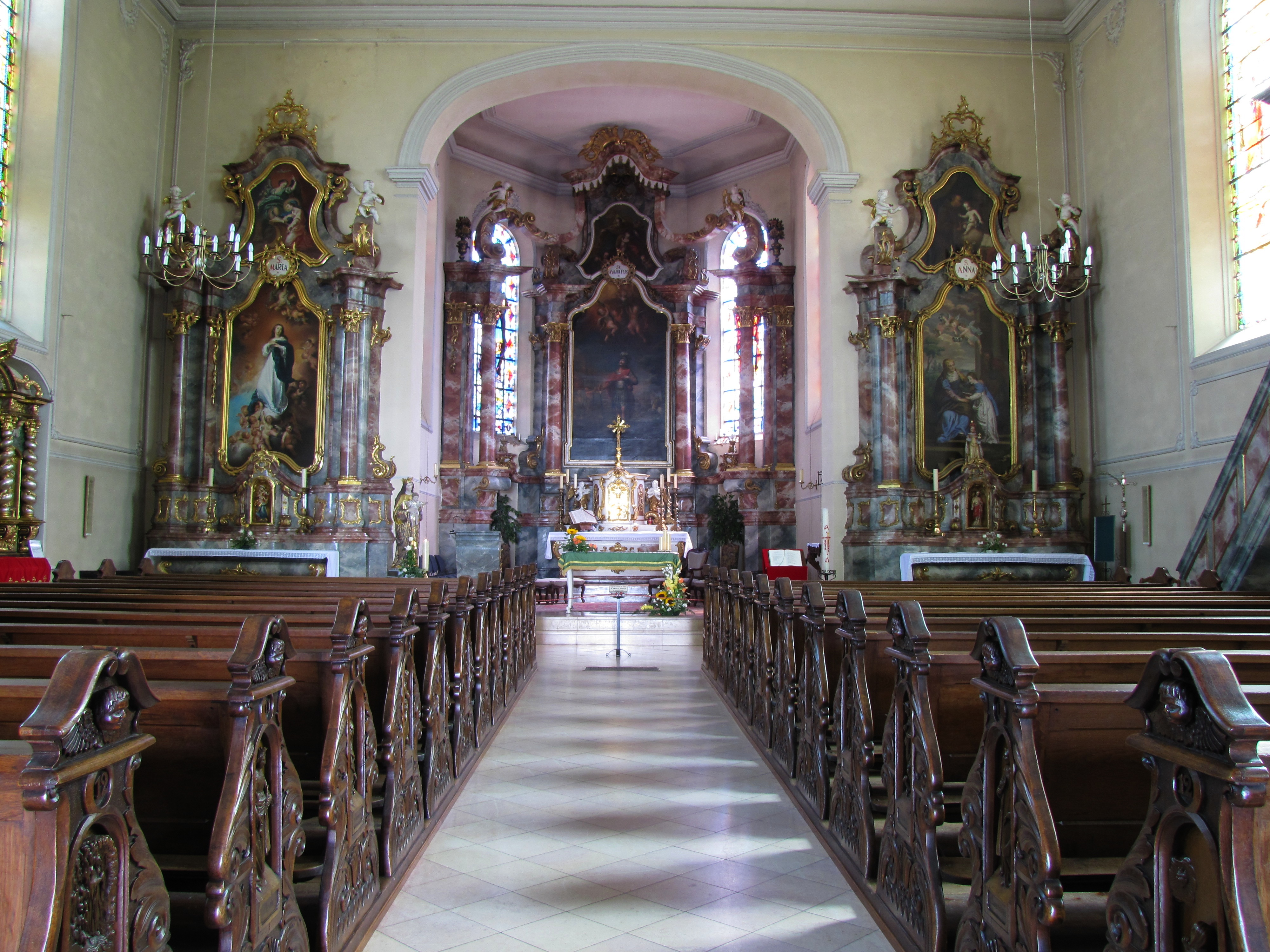
Интерьер
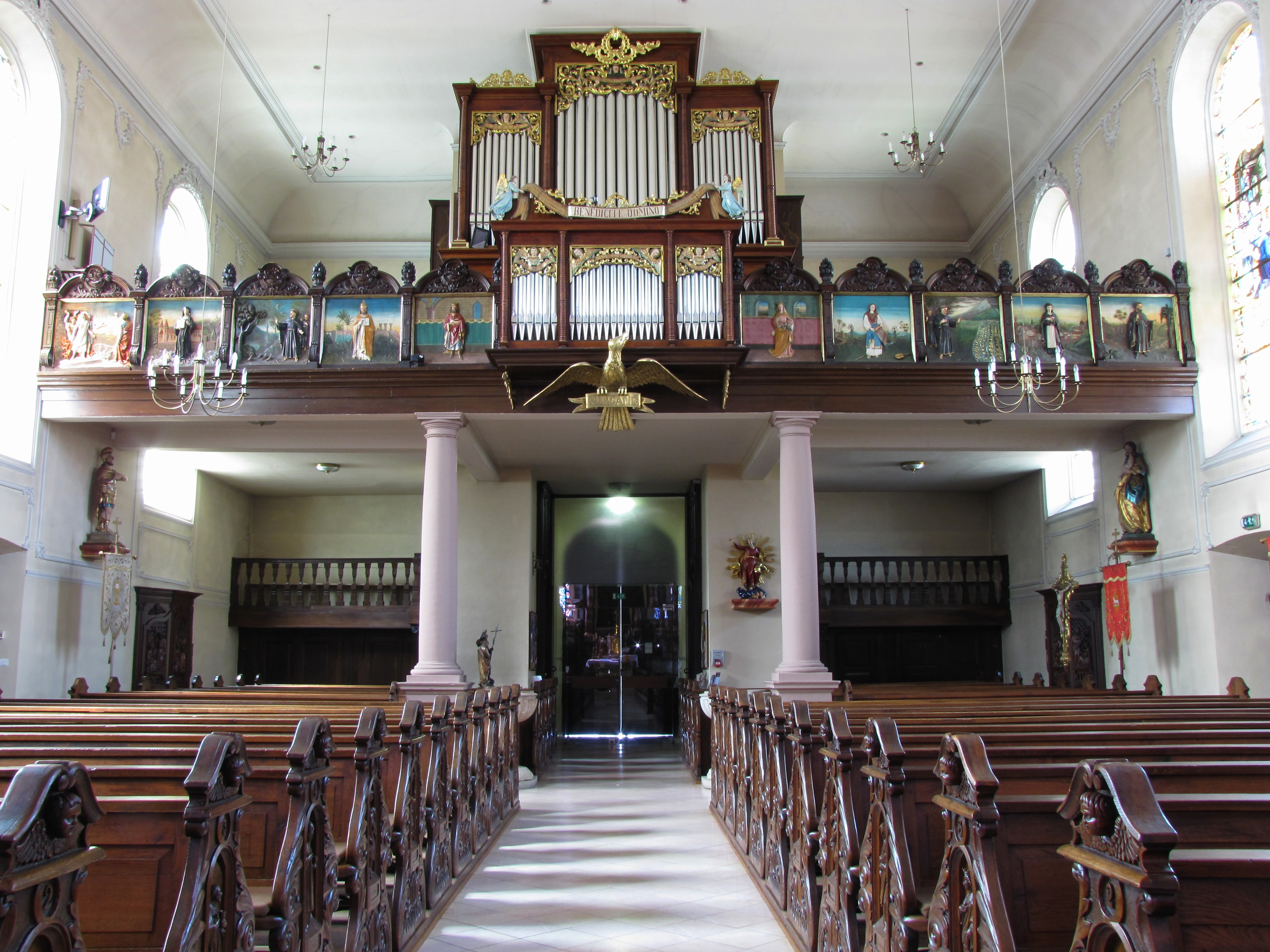
Орган
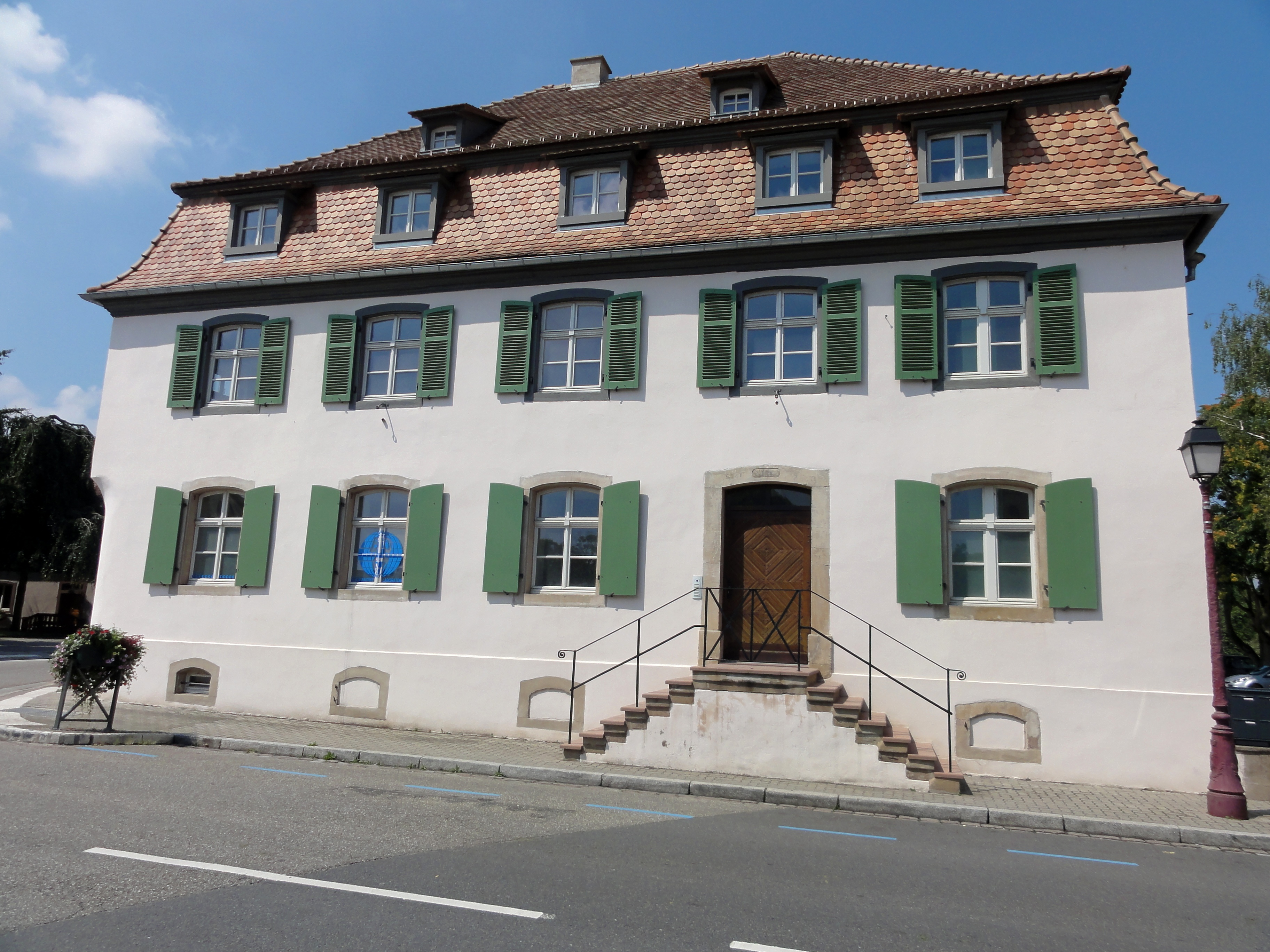
На улице